# Corteccia motoria

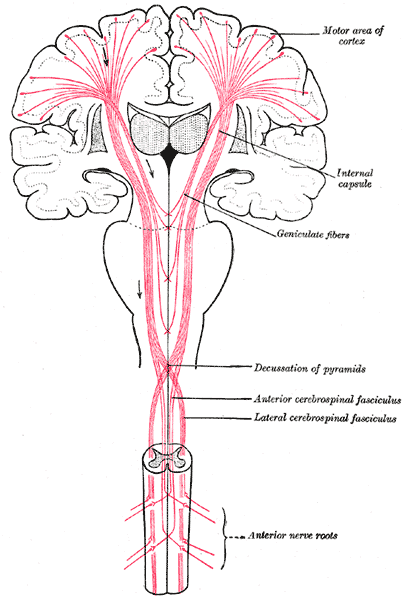
Sistema piramidale

La corteccia motoria è la regione del cervello coinvolta nella pianificazione, nel controllo e nell'esecuzione dei movimenti volontari del corpo, ossia con la funzione di trasmettere alle cellule dei nuclei dei nervi cranici e alle cellule delle corna anteriori del midollo gli impulsi per i movimenti compiuti dietro comando della nostra volontà. Dal punto di vista anatomico, la corteccia motoria si trova nella parte posteriore del lobo frontale, nella regione caudale della circonvoluzione frontale ascendente di fronte al solco centrale.

## Classificazione della corteccia motoria
La corteccia motoria può essere suddivisa in diverse aree funzionali:
- La corteccia motoria primaria (M1) controlla direttamente l'esecuzione dei movimenti. L'area M1 corrisponde all'area 4 di Brodmann, giro precentrale nella circonvoluzione frontale ascendente. Da un punto di vista citoarchitettonico, questa corteccia è divisibile in sei strati; procedendo dalla superficie in profondità, il quinto strato, chiamato "strato piramidale interno", contiene i neuroni piramidali giganti (o cellule di Betz), cioè dei motoneuroni le cui dimensioni raggiungono il diametro di circa 100 µm e sono provviste di un lungo cilindrasse che penetra nella sostanza bianca del midollo spinale e che causa la contrazione degli organi effettori (muscoli o gruppi muscolari).
- La corteccia motoria secondaria (M2) comprendente:
  - La corteccia premotoria, situata lateralmente sulla superficie esterna del lobo frontale, davanti all'area M1; controlla l'organizzazione dei movimenti dei muscoli prossimali e del tronco, contribuisce alla creazione di schemi motori tenendo conto della direzione e degli stimoli esterni. Agisce su M1 o direttamente sugli organi effettori attraverso i motoneuroni;
  - L'area motoria supplementare, sulla faccia mediale del lobo frontale, subito sopra il giro del cingolo, che presiede alla coordinazione e alla pianificazione dei movimenti complessi, quelli cioè che coinvolgono una sequenza di movimenti o la coordinazione dei movimenti degli arti distali.